# نجيمات ذنبية
نجيمات ذنبية (الاسم العلمي: Forcipulatida)، رتبة من نجوم البحر، تشتمل على ثلاث فصائل و49 جنسًا.